# Friedenheimer Straße (metropolitana di Monaco di Baviera)
Friedenheimer Straße è una stazione della Metropolitana di Monaco di Baviera, situata sulla linea U5; è la penultima stazione prima del capolinea Laimer Platz.
È stata inaugurata il 24 marzo 1988; ha due binari, separati da una banchina ad isola che li serve entrambi.